# Hipoaldosteronismo
Hipoaldosteronismo é uma deficiência de aldosterona, geralmente associada com hipoadrenalismo e caracterizada por hipotensão, desidratação e uma tendência a excretar quantidades excessivas de sódio. Uma deficiência seletiva de aldosterona resultante de deficiência de renina é chamada hipoaldosteronismo hiporreninêmica.